# Parc d'État de l'île Shuyak
Le parc d'État de Shuyak Island est un parc d'État d'Alaska d'environ 190 km² situé sur la majeure partie de l'île Shuyak dans l'archipel Kodiak. Le parc comprend une forêt côtière d'épicéas de Sitka, un littoral, des plages et des voies navigables.
Le parc contient quatre cabanes à usage récréatif et n'est accessible que par voie aérienne ou maritime.